# Sokol Olldashi
Sokol Olldashi (ur. 17 grudnia 1972 w Durrësie, zm. 20 listopada 2013) – albański polityk, minister spraw wewnętrznych w latach 2005–2007.

## Życiorys
Po ukończeniu szkoły średniej w rodzinnej miejscowości podjął studia na Wydziale Prawnym Uniwersytetu Tirańskiego. W 1990 brał udział w antykomunistycznych protestach studenckich. Studia ukończył w 1995 i rozpoczął pracę dziennikarza w czasopismach: Rilindja Demokratike i Albania oraz w Albańskiej Agencji Telegraficznej (alb. Agjencia Telegrafike Shqiptare), a następnie przeszedł do stacji telewizyjnej ATN1, w której objął stanowisko dyrektora programowego. W 2004 odbył studia uzupełniające w Kolegium Obrony.
Członek Demokratycznej Partii Albanii. Karierę partyjną rozpoczął od Forum Młodzieżowego DPA, które reprezentował w zwycięskich dla siebie wyborach parlamentarnych 2001. W 2005 ponownie zwyciężył w wyborach, reprezentując DPA w okręgu 26 (Peshkopia).
W 2005 stanął na czele resortu spraw wewnętrznych w rządzie, kierowanym przez Salego Berishę. W 2007 kandydował bez powodzenia w wyborach na burmistrza Tirany, przegrywając z Edim Ramą. Przed wyborami przedstawił ambitny projekt rozwoju stolicy (Tirana, ç'do bëhet). W tym samym roku objął kierownictwo resortu robót publicznych, transportu i telekomunikacji w rządzie Salego Berishy. Pracę w rządzie zakończył we wrześniu 2013 po wyborach parlamentarnych i zmianie premiera. Po rezygnacji Salego Berishy z funkcji przewodniczącego Demokratycznej Partii Albanii kandydował na stanowisko jego następcy, ale przegrał z Lulzimem Bashą.
20 listopada 2013 wieczorem zginął w wypadku samochodowym. Samochód Mercedes-Benz, który prowadził Olldashi wypadł z drogi łączącej Tiranę z Elbasanem, i wpadł w 20-metrową przepaść, w rejonie Krrabë. Przyczyną wypadku miała być nadmierna prędkość na mokrej drodze, którą jechał Olldashi. Władze Albanii ustanowiły 21 listopada 2013 dniem żałoby narodowej. 
W życiu prywatnym był żonaty (żona Enkeleida), miał dwóch synów (Glauk, Kleit). W 2014 ukazał się pośmiertny zbiór wierszy Olldashiego – Unë dhe Unë, w opracowaniu Mexhita Prençiego. W 2014 został uhonorowany tytułem Honorowego Obywatela Durrës. Imię Sokola Olldashiego nosi ulica w Lezhy.